# قرار مجلس الأمن التابع للأمم المتحدة رقم 786
قرار مجلس الأمن التابع للأمم المتحدة رقم 786، الذي تم تبنيه بالإجماع في 10 تشرين الثاني / نوفمبر 1992، بعد إعادة التأكيد على القرار 781 (1992)، وافق المجلس على توصية الأمين العام بطرس بطرس غالي لزيادة قوام قوة الأمم المتحدة للحماية في البوسنة والهرسك بواسطة 75 مراقباً لمراقبة حظر الرحلات الجوية العسكرية فوق البلاد.
أعاد القرار تأكيد منطقة حظر الطيران المتعلقة بالرحلات الجوية العسكرية فوق البوسنة والهرسك ورحب بالنشر المسبق لمراقبين من قوة الأمم المتحدة للحماية وبعثة المراقبة التابعة للجماعة الأوروبية في المطارات في البوسنة والهرسك وكرواتيا وجمهورية يوغوسلافيا الاتحادية (صربيا والجبل الأسود) . ودعا جميع الأطراف المعنية والحكومات إلى التعاون مع قوة الأمم المتحدة، مطالباً إياهم بتوجيه جميع طلبات الحصول على تصاريح جميع الرحلات الجوية المتعلقة بقوة الحماية الدولية والمساعدات الإنسانية إلى قوة الحماية.
وكرر المجلس أيضا تأكيد عزمه على النظر في جميع انتهاكات منطقة حظر الطيران، مشيراً إلى أنه سينظر في اتخاذ مزيد من التدابير إذا لزم الأمر.

## روابط خارجية
- نص القرار في undocs.org